# Kuranakhite
La kuranakhite è un minerale.